# Счастливенское сельское поселение
Счастливенское се́льское поселе́ние — муниципальное образование в Прикубанском районе Карачаево-Черкеской Республики Российской Федерации.
Административный центр — село Счастливое.

## История
Статус и границы сельского поселения установлены Законом Карачаево-Черкесской Республики от 7 декабря 2004 года № 44-РЗ «Об установлении границ муниципальных образований на территории Прикубанского района и наделении их соответствующим статусом». Первоначально в состав сельского поселения вошло 4 населённых пункта, в том числе хутор Холоднородниковский. Впоследствии, в начале 2017 года, хутор был исключён из перечня населённых пунктов Карачаево-Черкесии и из числа населённых пунктов Счастливенского муниципального образования, так как он был внесён в эти перечни ошибочно, поскольку по факту на местности хутор как отдельный населённый пункт не существует.

## Население
| 2002  | 2010  | 2012  | 2013  | 2014  | 2015  | 2016  |
| ----- | ----- | ----- | ----- | ----- | ----- | ----- |
| 3332  | ↗3473 | ↗3497 | ↘3433 | ↘3375 | ↗3392 | ↘3391 |
| 2017  | 2018  | 2019  | 2020  | 2021  | 2023  | 2024  |
| ↗3406 | ↘3400 | ↘3347 | ↘3330 | ↗3379 | ↘3314 | ↘3280 |
| 2025  |       |       |       |       |       |       |
| ↘3267 |       |       |       |       |       |       |

## Состав сельского поселения
| № | Населённый пункт    | Тип населённого пункта       | Население |
| - | ------------------- | ---------------------------- | --------- |
| 1 | Светлое             | село                         | ↗911      |
| 2 | Счастливое          | село, административный центр | ↘1430     |
| 3 | Холоднородниковское | село                         | ↗1038     |